# Pita Taufatofua
Pita Taufatofua, né le 5 novembre 1983 à Brisbane en Australie d'un père tongien et d'une mère australienne, est un athlète qui a représenté les Tonga à la fois aux Jeux olympiques d'été et d'hiver.

## Biographie

### Jeunesse
Né en Australie, Pita Nikolas Taufatofua a grandi aux Tonga, ses parents s'y étant installés lorsqu'il était tout enfant. Titulaire d'une licence en ingénierie, il travaille durant quinze ans comme assistant social auprès de jeunes issus de milieux défavorisés. Il trouve également du travail comme mannequin à partir de ses dix-huit ans.
Son père, également appelé Pita Taufatofua, est fait gouverneur des îles Haʻapai par le roi Tupou VI en janvier 2023.

### Jeux olympiques de 2016

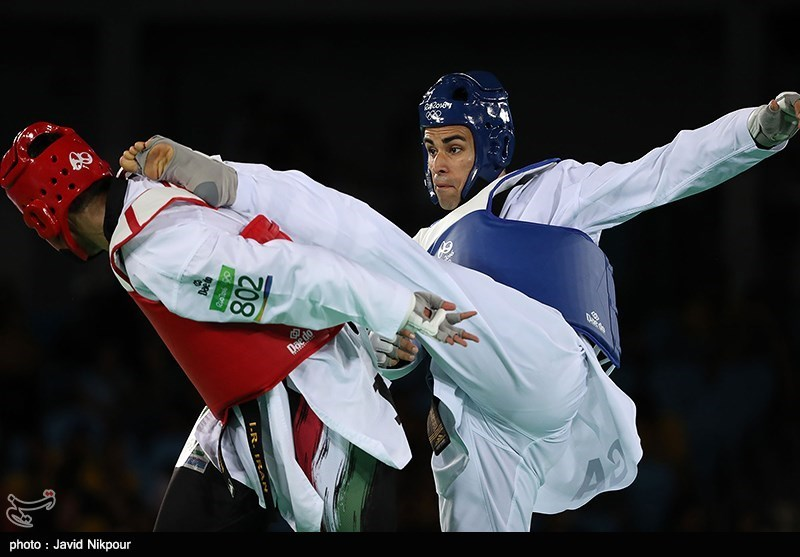
Pita Taufatofua (en bleu) contre Sajjad Mardani lors des Jeux d'été de 2016.

Ses tentatives pour se qualifier aux épreuves de taekwondo pour les Jeux olympiques d'été de 2004 puis de 2008 et de 2012 se révèlent infructueuses. Il parvient toutefois à se qualifier pour les Jeux olympiques d'été de 2016, à Rio de Janeiro, à l'issue d'années d'entraînement ayant eu pour conséquences « six os cassés, trois ligaments déchirés, trois mois en fauteuil roulant, un an et demi avec des béquilles et des centaines d'heures de physiothérapie ». Il est le premier Tongien à participer à des épreuves de cette discipline à des Jeux olympiques. Choisi comme porte-drapeau de la délégation tongienne pour la cérémonie d'ouverture des Jeux, il défile vêtu simplement d'un taʻovala (pagne traditionnel tongien autour de la taille), le torse nu et enduit d'huile de coco, attirant l'attention des médias internationaux,,,. Il prend part à l'épreuve olympique de taekwondo dans la catégorie des plus de 80 kg, et est éliminé au premier tour par l'Iranien Sajjad Mardani, ne marquant qu'un point contre seize.
| Athlète         | Compétition | Huitièmes de finale      | Quarts de finale    | Demi-finales        | Repêchage 1         | Repêchage 2         | Finale              | Rang    |
| Athlète         | Compétition | Adversaire Résultat      | Adversaire Résultat | Adversaire Résultat | Adversaire Résultat | Adversaire Résultat | Adversaire Résultat | Rang    |
| --------------- | ----------- | ------------------------ | ------------------- | ------------------- | ------------------- | ------------------- | ------------------- | ------- |
| Pita Taufatofua | +80 kg      | Battu par Mardani 1 - 16 | Éliminé             | Éliminé             | Éliminé             | Éliminé             | Éliminé             | Éliminé |

### Jeux olympiques de 2018
Il décide alors de se qualifier en ski de fond pour les Jeux olympiques d'hiver de 2018 à Pyeonchang, par goût du défi, bien que n'ayant jamais skié auparavant. Pour se préparer, il s'entraîne d'abord en rollerski sur de l'asphalte, et chausse les skis sur de la neige pour la première fois en 2017. Il atteint une partie des minima requis grâce à des épreuves de qualification sur rollerski en Colombie. Puis avec le Mexicain Germán Madrazo et le Chilien Yonathan Fernandez il loue un chalet dans les Alpes autrichiennes ; les trois hommes, qui se font appeler « les exotiques », sont entraînés par un coach autrichien, Thomas Jacob. Pita Taufatofua prend part sans succès à des épreuves de qualification (sur neige) en Turquie, en Pologne et en Arménie, puis participe à une dernière course à Ísafjörður, en Islande le 20 janvier 2018, la veille de la clôture des qualifications. Il parvient à accomplir la course dans le temps requis, et se qualifie pour l'épreuve du 15 km libre aux Jeux olympiques, comme seul représentant de son pays. Il devient ainsi le premier Tongien à prendre part à la fois aux Jeux d'été et aux Jeux d'hiver,. Porte-drapeau de la délégation tongienne pour la cérémonie d'ouverture, il défile une nouvelle fois torse nu et enduit d'huile de coco - cette fois par une température ressentie de -10 °C.
Il termine la course à la 114e place sur les 119 athlètes engagés (et sur les 116 ayant atteint la ligne d'arrivée), avec quelque vingt-trois minutes de retard sur le Suisse Dario Cologna, médaillé d'or. Il congratule le Mexicain Germán Madrazo (116e), son partenaire d'entraînement, et affirme : « Je préfère finir parmi les derniers avec tous mes amis que tout seul au milieu du peloton. Nous nous sommes battus ensemble, nous avons terminé ensemble ». Il ajoute songer à se mettre aux sports aquatiques pour les Jeux olympiques d'été de 2020.
| Épreuve       | Nom             | Nationalité | Temps         | Retard          | Rang |
| ------------- | --------------- | ----------- | ------------- | --------------- | ---- |
| 15 kilomètres | Pita Taufatofua | Tonga       | 56 min 41 s 1 | + 22 min 57 s 2 | 114  |

### Jeux olympiques de 2020
En juillet 2018 il est nommé ambassadeur de l'UNICEF pour le Pacifique, fonction nouvellement créée. Il est chargé de promouvoir l'accès à l'éducation et à la santé des enfants océaniens,. Début 2019, il débute un entraînement pour viser la qualification en course en ligne en canoë-kayak pour les Jeux olympiques d'été de 2020, avec pour ambition d'être le premier athlète olympique à avoir concouru dans trois disciplines sportives différentes. En août 2019 il participe aux Championnats du monde de canoë-kayak à Szeged en Hongrie, et peine à positionner son kayak sur la ligne de départ contre le vent. Il termine dernier de sa course, prenant deux fois plus de temps que les autres participants pour la terminer,. En février 2020, il échoue à se qualifier en kayak pour les Jeux olympiques de Tokyo, se fracturant une côte durant une épreuve de qualification. Bien que toujours affecté par cette côte fracturée et s'étant également blessé à la cheville, fin février 2020 il se qualifie pour les Jeux olympiques pour l'épreuve de taekwondo dans la catégorie des plus de 80 kg,.
Défilant une troisième fois torse nu et enduit d'huile de coco, il est porte-drapeau conjointement avec sa compatriote Malia Paseka. Il est imité cette fois par le porte-drapeau vanuatais Rio Rii (en), qui fait de même. À l'épreuve de taekwondo, il est battu au premier tour par le Russe Vladislav Larin, qui remporte ensuite la médaille d'or :
| Athlète         | Compétition   | Huitièmes de finale    | Quarts de finale    | Demi-finales        | Repêchage 1                | Repêchage 2         | Finale              | Rang |
| Athlète         | Compétition   | Adversaire Résultat    | Adversaire Résultat | Adversaire Résultat | Adversaire Résultat        | Adversaire Résultat | Adversaire Résultat | Rang |
| --------------- | ------------- | ---------------------- | ------------------- | ------------------- | -------------------------- | ------------------- | ------------------- | ---- |
| Pita Taufatofua | +80 kg hommes | Battu par Larin 3 - 24 | Éliminé             | Éliminé             | Battu par Trajkovič 1 - 22 | Éliminé             | Éliminé             | 7    |

### Suites
Il ne participe pas aux Jeux olympiques d'hiver de 2022, qui se tiennent tandis que les Tonga viennent de subir de très importants dégâts dus à l'éruption du volcan Hunga Tonga. Pita Taufatofua organise une levée de fonds pour apporter des aides d'urgence au pays, et parvient à recueillir environ 1 200 000 pa'anga (plus de € 470 000).
Il échoue à se qualifier à la fois en taekwondo et en kayak pour les Jeux olympiques d'été de 2024 à Paris.